# La Fassina (masia Sant Martí Sarroca)
La Fassina és una obra del municipi de Sant Martí Sarroca (Alt Penedès) protegida com a bé cultural d'interès local.

## Descripció
La masia es troba al barri de la Fassina, al peu del turó de la Roca, al costat de la riera de Pontons. Té planta en forma de L i consta de planta baixa, pis i golfes, amb terrat i torratxa. Hi ha un passatge cobert amb volta de canó amb llunetes que comunica amb una capella interior.
Cal destacar la utilització decorativa de la ceràmica i la pedra a la façana en les impostes, les motllures i la balustrada.

## Història
La Fassina, que dona nom a un barri de Sant Martí Sarroca, té el seu origen en època medieval, tot i que va ser refeta entre els segles XIX i XX.